# Elara (vệ tinh)
Elara (/ˈɛlərə/ EL-ər-əEL-ər-ə; tiếng Hy Lạp: Ελάρα) là một vệ tinh dị hình của Sao Mộc, chuyển động cùng chiều với sao Mộc. Nó được phát hiện ra bởi Charles Dillon Perrine tại đài quan sát Lick vào năm 1905. Nó là vệ tinh lớn thứ tám của Sao Mộc và được đặt tên theo Elara, một trong những người tình của thần Zeus và là mẹ của gã khổng lồ Tityos.
Elara không được gọi bằng cái tên chính thức của mình cho đến tận năm 1975; trước đó, nó chỉ đơn giản được biết đến với cái tên Jupiter VII. Đôi lúc nó được gọi là"Hera" trong khoảng từ năm 1955 đến 1975. Nó có bán kính chỉ vọn vẹn 43 km, như vậy chỉ bằng 2% kích thước của vệ tinh Europa. Tuy nhiên, nó có kích thước bằng một nửa vệ tinh Himalia vậy nên nó là vệ tinh lớn thứ 2 trong nhóm vệ tinh Himalia. Nó có thể là tiểu hành tinh loại C hoặc D bị bắt giữ, bởi vì nó phản chiếu rất ít ánh sáng.
Elara là vệ tinh trong nhóm Himalia, gồm năm vệ tinh có quỹ đạo cách Sao Mộc khoảng từ 11 đến 13 Gm và có độ nghiêng quỹ đạo khoảng 27.5°. Số liệu về quỹ đạo của nó được lấy vào năm 2000. Chúng luôn thay đổi do những sự nhiễu loạn gây ra bởi mặt trời và hành tinh.

## Gặp tàu New Horizons
Vào tháng 2 và tháng 3 năm 2007, tàu thám hiểm New Horizons trên hành trình tới Sao Diêm Vương đã chụp được một số bức ảnh của Elara từ khoảng cách 5 ngàn dặm dưới định dạng LORRI.